# Óscar Mingueza
Óscar Mingueza García (* 13. května 1999) je španělský fotbalista, který hraje jako obránce za Celtu Vigo a španělskou reprezentaci. Hraje převážně jako střední obránce, ale může hrát i na postu krajního obránce, většinou jako pravý obránce.

## Klubová kariéra

### Barcelona
V roce 2007 přišel do akademie La Masia. V roce 2018 vyhrál s mládežnickým Juvenil A juniorskou ligu UEFA. V sezóně 2018/19 hrál za Barcelonu B.
V A-týmu debutoval 24. listopadu 2020, když střídal zraněného Gerarda Piquého v zápase s Dynamem Kyjev v Lize mistrů. O pět dní později debutoval v La Lize. 15. března 2021 vstřelil za Barcelonu svůj první gól a přispěl k výhře 4:1 nad Huescou. 10. dubna 2021 vstřelil gól v 60. minutě El Clásica. O týden později vyhrál s Barcelonou Copa del Rey 2020/21.

### Celta Vigo
31. července 2022 přestoupil do Celty Vigo, s klubem podepsal čtyřletou smlouvu.